# Nikolas Burfoot
Nikolas Burfoot –conocido como Nik Burfoot– es un deportista neozelandés que compitió en vela en la clase Laser. Ganó tres medallas en el Campeonato Mundial de Laser entre los años 1994 y 1997.

## Palmarés internacional
| \| Campeonato Mundial \| Campeonato Mundial \| Campeonato Mundial \| Campeonato Mundial \| \| Año \| Lugar \| Medalla \| Clase \| \| ------------------ \| ------------------------------- \| ------------------ \| ------------------ \| \| 1994 \| Wakayama (Japón) \| Medalla de oro \| Laser \| \| 1995 \| Santa Cruz de Tenerife (España) \| Medalla de plata \| Laser \| \| 1997 \| Algarrobo (Chile) \| Medalla de plata \| Laser \| |                                 |                  |       |
| Campeonato Mundial |                                 |                  |       |
| Año | Lugar                           | Medalla          | Clase |
| 1994 | Wakayama (Japón)                | Medalla de oro   | Laser |
| 1995 | Santa Cruz de Tenerife (España) | Medalla de plata | Laser |
| 1997 | Algarrobo (Chile)               | Medalla de plata | Laser |